# Shocking!
«Последняя ночь» (фр. La Dernière Nuit) или «Shocking!» — французский порнографический фильм 1976 года режиссёра Клода Мюло.

## Сюжет
1970-е годы. Мир на грани ядерной войны: на повышенных тонах идёт телефонный разговор между главами СССР и США, подогреваемый алкоголем — лидер СССР пьёт американский виски, а президент США пьёт русскую водку. Причина конфликта — резкая критика советским лидером последнего успеха американского кино — слишком сильное оскорбление для президента США, ярого защитника Голливуда и большого поклонника его новой звезды Линды.
В это время в Париже в респектабельном доме семьи богатого парижского брокера де Курваль проходит чинный ужин, на котором разговоры об угрозе ядерной войны под распитие алкоголя и просмотр порнофильма смешивается с воспоминаниями о своём и чужом сексуальном опыте.
По окончании телефонного разговора между Кремлём и Белым домом начинается Третья мировая война. Через несколько часов половина населения мира уже исчезла, в пока ещё чудом уцелевшем Париже хаос, беспорядки и уличные бои… а вечер в семье де Курваль превращается в оргию, финал которой совпадает с ядерным взрывом.

## В ролях
Мужские роли и актёры:
- Алекс де Курваль — Жак Инсермини[люкс.] (фр. Jacques Insermini)
- Ричард, коллега Алекса — Жильбер Сервьен[фр.] (фр. Gilbert Servien)
- Арнольд, дворецкий — Жан-Луи Ватье (Jean-Louis Vattier)
- Алан, сын Алекса — Жан Герен (Jean Guérin)
- Президент США — исполнитель роли не указан
- Президент СССР[К 2] — Джонни Весслер (Johnny Wessler)

Женские роли и актрисы:
- Жульета де Курваль — Эммануэль Парез[фр.] (фр. Emmanuelle Parèze)
- Патриция, учительница английского языка — Карин Гамбье[фр.] (фр. Karine Gambier)
- Армель — Мари-Кристин Ширекс (Marie-Christine Chireix, в титрах указана как Corinne Sintes)
- Проститутка — Франсуаза Аврил (Françoise Avril, в титрах указана как Ingrid d'Ève)
- Три роли — Ниночка, Линда, проститутка — исполняет Кэрол Джир (Carole Gire, в титрах указана как Cécile Carole)

## Критика
Чтобы избежать страданий, займетесь развратом вместо моральных утешений. … Антиципация в порнографии — это редкость. Но при амбициозно заявленном сюжете, реализация остаётся посредственной, а попытка создать видимую атмосферу краха добавлением нескольких вставок чёрно-белой документальной хроники бомбардировок — неуместной.
Оригинальный текст (фр.)Pour échapper à l’angoisse, la débauche tient lieu de réconfort moral. … Porno d’anticipation, c’est rare. Pour ambitieux qu’apparaisse le sujet, la réalisation n’en demeure pas moins médiocre et la tentative évidente de créer un climat échoue lamentablement par l’adjonction maladroite de quelques inserts en noir et blanc des bombardements de la Seconde Guerre mondiale.
— La Revue du cinéma, 1977 год
Один из последних французских фильмов периода «Золотого века порно». В 2014 году чешский кинокритик Иржи Флигл заметил, что в результате ограничений, введённых правительством Франции в 1976 году в сфере порнографии, установившего высокие налоги, что повлекло сокращение бюджетов таких фильмов, этот фильм стал последней значительной работой режиссёра Клода Муло, снявшего за год до этого свой культовый фильм «Говорящая вагина», после этого его фильмы были не столь амбициозны:

В сентябре 1976 года состоялась премьера последнего из его великолепно выполненных фильмов — пересказ «Доктора Стрейнджлава» Стэнли Кубрика под названием « Shocking!». Чинный ужин в семье богатого парижского маклера и его консервативных гостей здесь переходит в странную оргию, в то время как мир движется к гибели в результате ссоры русского и американского президентов (которые отличаются друг от друга только алкоголем, который пьют) из-за спора о том, где же снимается лучшее порно.
Оригинальный текст (чешск.)V září 1976 měl premiéru poslední z jeho velkolepě realizovaných snímků, parafráze na Kubrickova Dr. Divnolásku (Dr. Strangelove, 1964), nazvaná Shocking!. Spořádaná večeře rodiny bohatého pařížského makléře a jeho konzervativních hostů se zde zvrtne v bizarní orgii, zatímco svět spěje do záhuby následkem hádky ruského a amerického prezidenta (kteří se od sebe liší jen alkoholem, který pijí) nad tím, kde se točí lepší péčko.

Кульминация работ режиссёра и сильных производств студии «Alpha France». Режиссёр приводит здесь идеальный синтез своих тем (…) лучшие сотрудники «золотого века» студии «Alpha France» занимают ключевые позиции титров. Актёры удивительно искренны. (…) Эммануэль Парез исполняет одну из её лучших ролей. Персонаж Армель также запоминающийся. Крупные планы каждого из участников в финальных кадрах, в то время как все едят, позволяет вновь придать им вид невинности, своего рода примирения между ними и миром.
Оригинальный текст (фр.)Le point culminant de l’œuvre de Frédéric Lansac et l’une des fortes productions d’Alpha France. Lansac aboutit ici à la synthèse parfaite de ses thématiques (…) Les meilleurs collaborateurs de l’âge d’or d’Alpha France occupent les postes-clés du générique. Les acteurs sont étonnants de vérité. (…) Emmanuelle Parèze interprète l’un de ses plus beaux rôles. Le personnage d’Armelle (…) est également mémorable. Les gros plans de chacun des participants lors de la séquence finale, alors que tout est consommé, leur confère l’innocence retrouvée, une sorte de réconciliation entre eux et le monde.
— Francis Moury, Dictionnaire des films français pornographiques et érotiques 16 et 35 mm, Serious Publishing, 2011.

## Съёмки
В фильме использованы документальные кадры хроники боёв на Тихом океане периода Второй мировой войны, но главным образом — хроника Войны во Вьетнаме, закончившейся за год до выхода фильма. На кадрах хроники изображены только американские войска. Кадров с советскими войсками, за исключением документальных кадров караула на Красной площади, в фильме нет.
Оператор фильма Роже Филу — в прошлом успешный оператор — начинавший ассистентом у операторов Курта Куранта, Армана Тирара и Мишеля Кельбера, затем как главный оператор снявший ряд фильмов с режиссёрами Андре Кайатом («Переход через Рейн», 1960 и Мечь и весы, 1962), с Луисом Бунюэлем («Дневник горничной») и др. В 1964 году он отошёл от съёмок, занявшись усовершенствованием камеры — известен как конструктор специального зума для камеры, но после перерыва в работе, в конце 1960-х, не смог вернуться в большое кино и на протяжении полутора десятка лет снимал эротические и порнографические фильмы (но между тем в 1969 году снял с Анри Кольпи фильм «Heureux qui comme Ulysse» — последний фильм с Фернанделем).
При ремастеринге фильма в DVD-формат фильм был сокращён на 13 минут, оригинальная версия доступна только в VHS-качестве.

## Комментарии
1. ↑  Фильм известен именно под этим названием. Оригинальное название на французском  - «La Dernière Nuit», что на русский язык переводится как «Последняя ночь». В других странах выпускался под названиями: «Shocking» (Италия), «Sex chok» (Дания), «Desejos Loucos» (Португалия)
2. ↑  На момент выхода фильма, 1976 год, должности «Президент СССР» не существовало — она появилась только в 1990 году.